# アウト・オブ・タイム
『アウト・オブ・タイム』（Unstoppable / Nine Lives）は2004年に製作されたアメリカ合衆国の映画。

## あらすじ
ボスニア紛争終結後、特殊部隊の兵士として極秘任務についていた兵士ディーンには、衝撃的な戦友の死がPTSD（心的外傷総ストレス障害）となって彼を悩ませていた。そんなディーンに運命はさらに過酷な試練を与える。ディーンはある人物に間違われ、《XE》と呼ばれる強烈な幻覚剤を注射されてしまう。《XE》は潜在能力のすべてを覚醒させながら、使用8時間後に神経系統を破壊してしまう恐ろしい薬物でもあった。鮮烈に蘇る記憶!その悪夢に立ち向かいながら、ディーンは生き残る方法を見つけなければならない。

## キャスト
| 役名                 | 俳優                             | 日本語吹替     | 日本語吹替   | 日本語吹替 |
| 役名                 | 俳優                             | ソフト版       | テレビ東京版 |            |
| -------------------- | -------------------------------- | -------------- | ------------ | ---------- |
| ディーン・ケイジ     | ウェズリー・スナイプス           | 小山力也       | 大塚明夫     |            |
| エイミー・ナイト刑事 | ジャクリーン・オブラドース       | 安藤麻吹       | 渡辺美佐     |            |
| サリヴァン           | スチュアート・ウィルソン         | 池田勝         | 小川真司     |            |
| ピーターソン         | キム・コーツ                     | てらそままさき | 土師孝也     |            |
| リーチ               | マーク・A・シェパード            | 桐本琢也       | 佐藤せつじ   |            |
| ジュノー捜査官       | アドウェール・アキノエ＝アグバエ | 立木文彦       | 小杉十郎太   |            |
| ジェイ・ミラー刑事   | ヴィンセント・リオッタ           | 高瀬右光       | 岩尾万太郎   |            |
| Dr.コリンズ          | デヴィッド・スコフィールド       | 伊藤和晃       | 石井隆夫     |            |
| マクナブ             | ニコラス・アーロン               | 落合弘治       | 五十嵐明     |            |
| ケネディ捜査官       | キム・トムソン                   | 坪井木の実     | 八十川真由野 |            |
| ガブリエル捜査官     | ジョー・ストーン＝フューイングス | 中村大樹       | 後藤敦       |            |
| スコット・ナイト     | クリスチャン・ソリメノ           | 山野井仁       | 古澤徹       |            |

- テレビ東京版：初回放送2008年3月31日『午後のロードショー』

当初3月6日に『木曜洋画劇場』で放送予定だったが諸事情により変更となった

## スタッフ
- 監督：デヴィッド・カーソン
- 製作総指揮：ブラッド・ジュンケル、アヴィ・ラーナー、トレヴァー・ショート、ダニー・ディムボート、デヴィッド・ヴァロッド
- 音楽：ルイス・フェブレ
- 脚本：トム・ヴォーン